# قطعنامه ۱۰۱۱ شورای امنیت
قطعنامه ۱۰۱۱ شورای امنیت سازمان ملل متحد که در تاریخ ۱۶ اوت ۱۹۹۵ تصویب شد، سندی بین‌المللی دربارهٔ رواندا است. این قطعنامه طی نشست ۳۵۶۶ام با ۱۵ رای موافق، ۰ مخالف و ۰ ممتنع تصویب شد.